# Allan Spear
Allan Henry Spear (24 de junho de 1937 - 11 de outubro de 2008) foi um político e educador norte-americano do Minnesota. Foi senador estadual por quase trinta anos, sendo seu presidente por aproximadamente uma década.
Tendo saído do armário em 9 de dezembro de 1974, foi o primeiro político americano abertamente gay a ser eleito. Sua revelação foi notícia nacional, sendo descrita no New York Times, dentre outros.